# Akh (mitologia)
(Gertie Englund Akh-une notion religieuse dans l'Egypte pharanoique. Acta Universitatis Upsaliensis Boreas. Uppsala, 1978, 11)

Glifo di Akh

Akh (in egizio ȝḫ) è un termine del vocabolario religioso dell'antico Egitto che si ritiene indichi essenzialmente lo splendore del numinoso e la sua potente energia. La nozione di Akh indica quindi la potenza del Dio che si esprime attraverso l'aspetto luminoso.
Akh viene rappresentato con il geroglifico dell'Ibis eremita con il piumaggio caldamente colorato e ricco di riflessi metallici.
Gli Dei Atum e Ra sono qualificati come Akh, mentre era specialmente richiamato dal nome dell'arcaico dio-ibis Akhti.

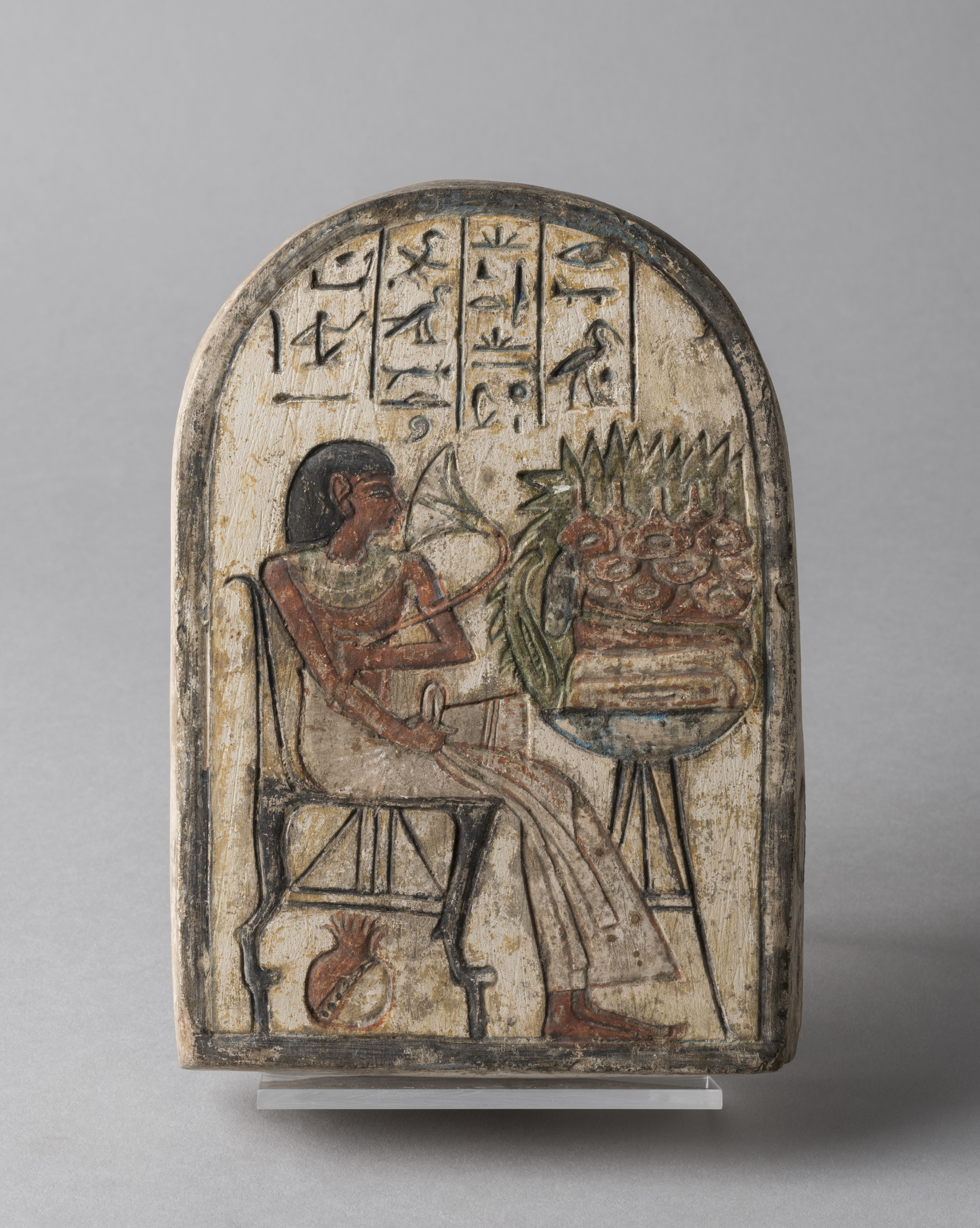
Stele Akh iker en Ra ("L'eccellente spirito di Ra") di Pashed, tra il 1292 e il 1190 a.C. (Nuovo Regno). Museo Egizio, Torino (C. 1570).